# Sergio Dalla Bernardina
 (juillet 2025).
Sergio Dalla Bernardina, né en 1953 à Belluno en Vénétie, est un anthropologue italien.

## Biographie

### Formation et parcours professionnel
Né à Belluno en 1953, il a mené ses études universitaires à Milan et à Sienne et complété sa formation doctorale à l’Université d’Aix-Marseille. Membre du LAP (Laboratoire d'Anthropologie Politique - EHESS) et du CTHS (Comité des travaux historiques et scientifiques), il est professeur émérite à l’Université de Bretagne Occidentale (créateur du séminaire « Ordre naturel et bricolages humains » et rattaché à l’EHESS où il dirige des thèses et anime deux autres séminaires. Responsable d’une enquête sur les invasions biologiques financées par le Ministère de l'aménagement du territoire et de l’environnement, il a enseigné comme visiting professor à l’Université Ca’ Foscari de Venise. Depuis 2015 il anime le blog : L’animal comme prétexte. Ses domaines de recherche concernent principalement l’anthropologie de la nature, la relation homme-animal, les conditions de production du discours anthropologique.

## Activité de recherche et travaux

### L’étape ethno-historique
Dans un premier temps, les recherches de Sergio Dalla Bernardina ont abordé le rapport au sauvage dans une perspective ethnographique. L’objectif était de reconstituer le rôle joué par la chasse avant que le tournant écologique ne modifie radicalement les sensibilités et jusqu’au souvenir des époques précédentes. Les témoignages historiques et l’enquête de terrain, réalisée principalement dans les Alpes Italo-française et en Corse, lui ont permis de retracer l’arrière-plan socio-économique qui régissait l’ensemble des pratiques et des représentations de la chasse. Publiés en France et recueillis dans l’ouvrage Il miraggio animale. Per un’antropologia della caccia nella società contemporanea (Bulzoni, Roma, 1988), les résultats de ces enquêtes soulignent le contraste entre la perception traditionnelle de l’activité cynégétique et sa relecture par le chasseur contemporain en clé environnementaliste. Ils laissent aussi émerger une évidence qui remet en cause l’ « évolutionnisme moral » qui caractérise  le débat actuel sur la question animale : nos prédécesseurs savaient très bien que les animaux pensent, souffrent et ont donc des droits. Le problème n’était pas de leur reconnaître ces droits, mais de trouver les arguments pour établir la distance en vue de leur exploitation.

### La nature utopisée
Ces recherches de terrain ont été suivies par une étude d’anthropologie symbolique publiée sous le titre : L’utopie de la nature. Chasseurs, Écologistes, Touristes. Les témoignages des chasseurs y sont appréhendés dans leur fonction pragmatique :  les stéréotypes qui constellent la prose cynégétique ne se limitent pas à décrire des événements récurrents, ils construisent le scénario et prédéterminent l’action du chasseur. Publié en 2011, Le retour du prédateur. Mises en scène du sauvage dans la société post-rurale, revient sur le caractère fictionnel de la nature dite sauvage. Dans un monde où les animaux de la forêt sont protégés et tracés par GPS, l’opposition domestique/sauvage perd toute sa pertinence.

### La «comédie de l’innocence»
- L’éloquence des bêtes. Quand l’homme parle des animaux (Métailié, 2006), explore les mobiles inavouables du « Représentant », celui qui parle à la place des autres, le porte-parole des « vaincus » (humains et non-humains).  L’ouvrage revisite la notion de « Comédie de l’innocence » utilisée par Karl Meuli pour interpréter les rituels de déculpabilisation à l’œuvre dans les sociétés traditionnelles[5],[6]. Loin d’être l’apanage des non-modernes, ces négociations ambigües avec le vivant traversent le monde contemporain, même si c’est sous des formes moins ritualisées.
- La langue des bois

Les ouvrages plus récents poursuivent cette direction en s’interrogeant sur les penchants néo-animistes de l’Occident postmoderne (le rôle sacerdotal de l’artiste/chamane, l’engouement « idolâtre » pour les bêtes taxidermisées, la communication avec des plantes de plus en plus anthropomorphisées). La problématique a évolué, influencée par le grand questionnement sur les frontières ontologiques inauguré par Philippe Descola. Tout en adhérant à cette nouvelle perspective, La langue des bois. L’appropriation de la nature entre remords et mauvaise foi (Editions du Muséum d’Histoire Naturelle, 2020) cherche un compromis avec les modèles universalistes conçus par les pères fondateurs des sciences humaines (et tout particulièrement par le Frazer du Rameau d’or et le Freud de Totem et tabou). « Faut qu’ça saigne ». Ecologie, Religion et Sacrifice, (Éd. Dépaysage, 2020) porte cette tentative encore plus loin en se demandant si la logique sacrificielle (là où le sang coule la violence décroit ...)  ne serait pas encore à l’œuvre dans l’attraction ambiante pour le spectacle sanglant assuré, aujourd’hui, par l’action prédatrice des ours et des loups.
- La place de l’inconscient

Axé sur l’ambiguïté des motivations humaines, l’ensemble de ces recherches est parcouru par une interrogation constante sur la place de l’inconscient dans le conditionnement des comportements sociaux et de leurs interprétations. Elle a donné lieu à plusieurs articles consacrés à la figure du chercheur et à la légitimité d’une anthropologie critique situant le sens des phénomènes sociaux au-delà des représentations officielles produites par les acteurs.

## Principales publications
- The Place of Martyrs. About the Artistic Recycling of Taxidermied Animals, in (Julio Velasco, Klaus Weber éds), Bio-art : Varieties of the Living in Artworks from the Pre-modern to the Anthropocene, Transcript Verlag, 2024, p. 23–41
- Someone Not exactly Like the Others. The Animal's Status, in Hau The Journal of Ethnographic Theory, n 13-2, p. 442–453, 2023
- The Caulerpa and the Others : On the role of Anthropology in the Study of Biological Invasions , in Alix Levain, Hélène Artaud, Émilie Mariat-Roy, Frédérique Chlous, éds. Elusive Partners. Contemporary Anthropological Perspectives on Marine Species, Publications scientifiques du Museum National d'Histoire Naturelle - Paris, France Collection Natures en Sociétés / Natures in Societies, p. 23–37
- Faut qu’ça saigne ». Écologie, religion et sacrifice, Dépaysages, 2020, 105 p.[9].
- La langue des bois. L’appropriation de la nature entre remords et mauvaise foi, Muséum d’Histoire Naturelle, 2020, 280 p..
- Les confessions d’un traître » De l’indécence du regard ethnologique et de la manière de s’en sortir ». In (P. Alphandery, S. Bobbé dir.), Postures et cheminements du chercheur, Communications n. 94, 2014, p. 91-107[10].
- Terres incertaines. Pour une anthropologie des espaces oubliés, Rennes, Presses Universitaires de Rennes, 2014.
- Phénoménologie d’un piège végétal : le roccolo, Dans Cahiers d'anthropologie sociale 2013/1 (N° 9)[10].
- L’appel du sauvage. Refaire le monde dans les bois (direction de l’ouvrage). Rennes, PUR, 2012. (216 pages.)[11]
- Les joies du taxinomiste : classer, reclasser, déclasser, dans Aux frontières de l'animal, Librairie Droz, 2012[10].
- Le retour du prédateur. Mises en scène du sauvage dans la société post-rurale, Rennes, PUR, février 2011, 135pages.
- Les invasions biologiques sous le regard des sciences de l’homme », in (R. Barbault, M. Atramentowicz coord.) Les invasions biologiques, une question de natures et de sociétés, Paris, Quae/MEDD, 2010, p. 65-108[10].
- Le gibier de l'apocalypse :Chasse et théorie du complot, Dans Ethnologie française 2009/1 (Vol. 39)[10].
- L’éloquence des bêtes : quand l’homme parle des animaux, Paris, Métailié, février 2006, (200p.)[12]
- La nature sauvage et ses consommateurs : le Game Fair, Dans Ethnologie française 2001/4 (Vol. 31)[10].
- L'appel de la banquise. Stéréotypes et terrains dans le Grand Nord », Banquises, 1999, p. 126-182.
- (it) Il ritorno alla natura. L'utopia verde tra caccia ed ecologia, Milan, Mondadori, 1996, 295 p..
- L'utopie de la nature. Chasseurs, écologistes, touristes, Paris, Imago, 1996, 305 p.[13].
- (it) L’innocente piacer. La caccia e le sue rappresentazioni nelle Prealpi del Veneto orientale, Feltre, Centro per la documentazione della cultura popolare, 1989, 174 p..
- (it) Il miraggio animale. Per un’antropologia della caccia nella società contemporanea, Rome, Bulzoni, 162 p.